# Pavlo El'janov
Pavlo Volodymyrovyč El'janov (in ucraino Павло Володимирович Ельянов?; Charkiv, 10 maggio 1983) è uno scacchista ucraino, Grande maestro.

## Biografia
El'janov imparò gli scacchi dal padre, un forte Maestro Internazionale. El'janov ha uno stile di gioco molto posizionale ed è uno dei pochissimi "Super GM" che apre sistematicamente con 1.d4. Col nero adotta di frequente la variante Svešnikov della difesa siciliana. 
Ha ottenuto il titolo di Grande Maestro nel 2001.
Ha partecipato per l'Ucraina alle olimpiadi degli scacchi dal 2004 al 2016, ottenendo la medaglia d'oro di squadra alle olimpiadi di Calvià 2004 e Chanty-Mansijsk 2010, la medaglia d'argento di squadra alle olimpiadi di Baku 2016, la medaglia di bronzo di squadra alle olimpiadi di Istanbul 2012, la medaglia d'argento individuale in 3^ scacchiera alle olimpiadi di Chanty-Mansijsk 2010 e la medaglia di bronzo individuale in 3^ scacchiera alle olimpiadi di Tromso 2014.
Ha raggiunto il massimo rating FIDE nel marzo 2016, con 2765 punti Elo, numero 11 al mondo e primo tra i giocatori ucraini.

## Principali risultati
- 2006: in agosto vinse il forte open di Montréal (cat. 15) con 6.5 punti.[2]
- 2007: in gennaio vince Corus B di Wijk aan Zee con 9 punti su 13.[3]
- 2010: in agosto ha vinto a Helsingør la Politiken Cup.[4]
- 2013: in ottobre vince il Chigorin Memorial.
- 2015: in settembre ha raggiunto le semifinali nella Coppa del Mondo di scacchi 2015, eliminato da Sergej Karjakin.
- 2016: in ottobre ha vinto nell'Isola di Man il Chess.com Isle of Man International con 7.5 punti su 9, battendo per spareggio tecnico il pari punti Fabiano Caruana.[5]
- 2021: in luglio vince il Torneo di Dortmund con 6 su 9, davanti ai grandi maestri Dmitrij Kollars e Daniel Fridman.[6]
- 2022: in luglio vince nuovamente il Torneo di Dortmund con 4,5 su 6.[7]